# Kristie Macosko Krieger
Kristie Macosko Krieger (1970) è una produttrice cinematografica statunitense, candidata a cinque Premi Oscar al miglior film.

## Carriera
Storica collaboratrice di Steven Spielberg, per il quale è stata assistente, ha iniziato a lavorare come produttrice nel 2008 nel film Indiana Jones e il regno del teschio di cristallo. In seguito ha continuato a collaborare con il regista in War Horse. Nel 2016, è stata candidata al Premio Oscar al miglior film per Il ponte delle spie con Tom Hanks. Nel 2017, ha ricevuto la sua seconda candidato all'Oscar per The Post. Nel 2020, ha prodotto il film Il processo ai Chicago 7 di Aaron Sorkin con Yahya Abdul-Mateen II. Nel 2023, ha prodotto il film di Bradley Cooper Maestro, basato sulla figura di Leonard Bernstein e presentato in anteprima alla 80ª Mostra internazionale d'arte cinematografica di Venezia.

## Filmografia

### Cinema
- Indiana Jones e il regno del teschio di cristallo (Indiana Jones and the Kingdom of the Crystal Skull), regia di Steven Spielberg (2008)
- War Horse, regia di Steven Spielberg (2011)
- Lincoln, regia di Steven Spielberg (2012)
- Il ponte delle spie (Bridge of Spies), regia di Steven Spielberg (2015)
- Il GGG - Il grande gigante gentile (The BFG), regia di Steven Spielberg (2016)
- The Post, regia di Steven Spielberg (2017)
- Ready Player One, regia di Steven Spielberg (2018)
- Il processo ai Chicago 7 (The Trial of the Chicago 7), regia di Aaron Sorkin (2020)
- West Side Story, regia di Steven Spielberg (2021)
- The Fabelmans, regia di Steven Spielberg (2022)
- Maestro, regia di Bradley Cooper (2023)
- Il colore viola (The Color Purple), regia di Blitz Bazawule (2023)

### Televisione
- Oslo, regia di Bartlett Sher (2021)

## Riconoscimenti
- Premio Oscar
  - 2016 - Candidatura al miglior film per Il ponte delle spie[13]
  - 2018 - Candidatura al miglior film per The Post[14]
  - 2022 - Candidatura al miglior film per West Side Story[15]
  - 2023 - Candidatura al miglior film per The Fabelmans[16]
  - 2024 - Candidatura al miglior film per Maestro
- Premio Emmy
  - 2021 - Candidatura al miglior film televisivo per Oslo[17]
- BAFTA
  - 2016 - Candidatura al miglior film per Il ponte delle spie[18]